# 新日本国民同盟
新日本国民同盟（しんにほんこくみんどうめい）は1932年頃に創立された日本の政治団体。

## 沿革
前身の日本国民社会党準備会が1931年4月頃に下中弥三郎を党首として開催された。1931年7月頃には下中弥三郎を党首として経済問題研究会が結成された。同年12月17日には社民・大衆の両党の一部が集まり、19日には日本社会主義同人、日本村治派同盟、愛国勤労党が集まった。翌1932年1月17日には新党準備会が結成された。

## 思想

### 声明書
「声明書」には「搾取なき新日本を建設し、以（もっ）て国家当面の国難を打開するにある。」とある。

### 党誓
「党誓」には「建国の本義に基づき、搾取なき新日本の建設を期す」とある。

### 綱領
「綱領」には「我党は行動的国民運動により、天皇政治の徹底を期す」とある。